# 圖海
圖海（穆麟德轉寫：tuhai，？—1681年），字麟洲，馬佳氏，滿洲正黃旗，世居綏芬府（今黑龍江省寧安市一帶），官至議政大臣、中和殿大學士、兼吏部尚書、兼撫遠大將軍、兼滿洲正黃旗都統，爵封三等公（後追贈一等忠達公）。史載“頗諳兵略，為滿大臣中翹楚。”

## 生平
順治二年（1645年），自筆帖式歷國史院侍讀。順治八年（1651年），擢内秘书院学士，後來迁弘文院大学士、议政大臣。順治十二年（1655年），加太子太保，摄刑部尚書事。後來因丁酉科場案被奪官削職。康熙時，重新起用，授正黄旗满洲都统。康熙二年（1663年），鎮壓李来亨、郝摇旗反清復明勢力有功，晋一等轻车都尉。
康熙六年（1667年），又任弘文院大学士，充《世祖实录》总纂修。康熙九年（1670年），改中和殿大学士，兼礼部尚书。三藩之乱發生后，摄理户部，筹办饷运。康熙十四年（1675年）授副將軍，同撫遠大將軍鄂札往討察哈爾蒙古布爾尼叛軍，为副将军，四月二十日與察哈爾交戰。师还叙动，晋一等男。康熙十五年（1676年），拜撫遠大將軍，平陕西王辅臣之乱，“任西征事，節制洞鄂以下諸軍”，晋三等公。
康熙二十年（1681年），以疾乞还。康熙二十年十二月卒，谥“文襄”，赠少保兼太子太傅。雍正初年，追赠一等忠达公，配享太庙。
圖海葬在北京图海家族墓，现位于奥林匹克森林公园内。

## 著述
《太宗文皇帝實錄》（《明實錄》）65卷，圖海等人奉敕重修

## 官職
- 出身：筆帖式
- 順治二年（1645年）：正六品 國史院侍讀
- 順治八年（1651年）：從二品 祕書院學士
- 順治九年（1652年）：授騎都尉（正四品）世職[4]
- 順治十年（1653年）：正一品 弘文院大學士、議政大臣
- 順治十二年（1655年）：正一品 弘文院大學士、議政大臣，加太子太保銜，攝刑部尚書事
- 順治十三年（1656年）：再加少保銜
- 順治十五年（1658年）：丁酉科場案革職
- 順治十八年（1661年）：康熙帝重新起用，補授 從一品 滿洲正黃旗都統
- 康熙二年（1663年）：從一品 定西將軍、滿洲正黃旗都統
- 康熙六年（1667年）：正一品 弘文院大學士、滿洲正黃旗都統，晉世職為一等輕車都尉（正三品），充任《世祖章皇帝實錄》副總裁官
- 康熙九年（1670年）：正一品 中和殿大學士、吏部尚書、滿洲正黃旗都統，任《玉牒》副總裁官
- 康熙十年（1671年）：與保和殿大學士兼戶部尚書李霨充任《太祖高皇帝聖訓》、《太宗文皇帝聖訓》總裁官
- 康熙十二年（1673年）：任《太宗文皇帝實錄》監修總裁官
- 康熙十四年（1675年）：正一品 中和殿大學士、吏部尚書、滿洲正黃旗都統，任「副將軍」進攻察哈爾部，平定後因功晉封一等阿思哈尼哈番（一等男爵），任皇太子冊封正使
- 康熙十五年（1675年）：正一品 中和殿大學士、吏部尚書、滿洲正黃旗都統，任「撫遠大將軍」進攻陝西王輔臣部，平定後因功晉封三等公
- 康熙二十年（1680年）：過世，賜銀三千兩及蟒縀、鞍馬，加祭二次。謚文襄

## 後代
子諾敏，歷刑、禮二部尚書。

女马佳氏，嫁平南王尚之信子尚崇謐。
孫馬爾賽，雍正朝武英殿大學士兼吏部尚書，後因貽誤軍機，被斬於軍前。

## 延伸阅读
[在维基数据编辑]
 《清史稿/卷251》，出自趙爾巽《清史稿》